# Église Sainte-Geneviève de La Chapelle-la-Reine
L’église Sainte-Geneviève est un édifice religieux catholique situé à La Chapelle-la-Reine, en France. Il est partiellement classé aux monuments historiques depuis 1862.

## Situation et accès
L’édifice est situé dans le cimetière, entre la place de l’Église, la rue Carnot, la rue du Chemin-de-Ronde et la route départementale 152, au sud-ouest de La Chapelle-la-Reine. Plus largement, il se trouve dans le département de Seine-et-Marne, en région Île-de-France.

## Statut patrimonial et juridique
La porte de la sacristie fait l’objet d’un classement au titre des monuments historiques par liste de 1862, en tant que propriété de la commune.